# Gent Nova
Gent Nova va ser el segon diari badaloní en català que es va publicar durant els primers dinou anys del segle XX (1899-1918). El primer número va sortir el 3 de desembre de 1899, anunciant que serien un quinzenari, però a partir del 1901 va passar a ser un setmanari fins al seu últim número, el 854, el 27 d'abril de 1918. El periòdic, de caràcter catalanista, publicava notícies informatives, literàries i culturals, esportives i excursionisme, teatrals i de música, catòliques i religioses, també relatives als esdeveniments de la ciutat i articles d'orientació política catalanista i republicana, entre d'altres.

## Origen
Badalona es caracteritza per ser una de les ciutats que no són la capital del Principat amb una gran diversitat d'oferta de premsa. Un dels periòdics amb més pes i presència a Badalona va ser Gent Nova: periòdich catalanista, amb el subtítol «Quinzenari catalanista. Sortirà lo primer y tercer diumenge de cada mes». Aquesta publicació era la portaveu del Centre Catalanista Gent Nova, afiliat a la Unió Catalanista, una agrupació política barcelonesa del 1891 amb l'objectiu de derogar l'article 15 del codi civil espanyol, el qual vulnerava el dret civil català.
Per poder exercir pressió, van intentar ajuntar tots els grups catalanistes i el 1897, amb la renovació de les seves bases, van permetre l'entrada a associacions, individus i diaris. Així van arribar a aplegar gairebé tot el Principat. Per això, Gent Nova l'any 1901, amb l'exemplar número 27, va canviar el seu subtítol a «Portantveu del Centre Catalanista» i va assumir el nou manifest d'Unió Catalanista, centre que li editava les publicacions, que situaven en els seus inicis a la portada: Nostre programa: Vólem la lengua cátalana ab carácter oficial y que sían catalans tots los que á Catalunya desempenyin cárrechs públichs: Vólem Corts Catalanas, no sols per estatuhir nostre dret y lleys civils, sino tot quant se refereixi á la organisació interior de nostra terra: vólem que catalans sían los jutjes y magistrats, y que dintre de Catalunya's fallin en ùltima instancia'ls plets y causas: vólem ser árbitres de nostra administración, fixant ab entera llibertat les contribucións é importos, y vólem, en fi la facultat de poder contribuhir á la formació del exércit espanyol per medi de voluntaris ó diners, suprimint en absolut quintas ó llevas en massa y establint que la reserva regional forsosa presti servey tant sols dintre de Catalunya.
El 7 de desembre de 1902 (núm.55) van canviar el subtítol per «Periòdich Catalanista» i des del 20 de gener de 1912 (núm.530), fins a la seva última publicació, va ser «Periòdich Catalanista. Portaveu del Centre Catalanista Gent Nova».
El primer número va sortir el 3 de desembre de 1899 i es presentaven així: ¡Visca Catalunya! Es lo primer crit que ‘ns surt del ánima al anar á exposar nostre programa, y en aqueix sol escrit se resumeixen tots nostres ideals i aspiracións honradas, que paulatinament exposarém y defensarém en las planas d'aqueix modest quinzenari, ab totas forsas y ab tot l'entusiasme de nostre cor síncer y jovenívol., junt amb el seu lema, extret de les paraules de Dante «Vergonya eterna á aquells que, despreciant son idioma alaban lo dels altres».

## Història
La revista manté, de principi a fi, el seu compromís amb el catalanisme i la divulgació de continguts diversos, sempre des de l'òptica del nacionalisme català allunyat d'una ideologia concreta. La revista va tenir un paper molt important en la vida social i política de la ciutat, i fou sempre molt activa amb els problemes que tenia l'administració local (fet que li va suposar alguns problemes) i, conscient del seu paper divulgador de la cultura, la revista va organitzar diversos esdeveniments com els Jocs Florals de Badalona i a les Festes Majors de la ciutat feien edicions especials amb contingut extra de cultura i anunciant tots els actes que es farien.
Després de gairebé dues dècades, va anunciar el fi de les seves publicacions el 27 d'abril de 1918, en el seu exemplar número 854. Els motius es deuen a la pujada del preu del paper, arran de la crisi que va sorgir en la postguerra de la Primera Guerra Mundial, i la falta de suports econòmics amb què es van trobar, ja que cap particular o agrupació va poder ajudar-los; segons diuen en el comunicat que van fer a través de la seva última publicació. L'escrit deia així:
Des del començament de la guerra europea, l'encariment del paper ha fet impossible la vida dels periòdics que no han comptat amb un bon nucli d'amics disposats a fer sacrificis d'ordre econòmic. […] Hem fet tot quant hem pogut per a continuar, i fins més del que nostres mitjans econòmics ens permetien. No podem més; i suspenem temporalment la publicació per temps no determinat, qual duració les circumstàncies resoldran. [...]

## Dades descriptives

### Periodicitat
El periòdic es va mantenir bastant constant en les seves publicacions, exceptuant unes irregularitats l'agost de 1900 i l'any 1901, en què només va treure els dos exemplars del mes l'últim trimestre.
Va començar com un quinzenari que sortia cada primer i tercer diumenge del mes. Aviat, però, amb l'exemplar número 55 del 7 de desembre de 1902, anuncien que passaran a la publicació setmanal cada diumenge. Finalment, l'1 d'octubre de 1904, amb l'exemplar 150, avisen que canvien la publicació als dissabtes; fet que mantindran fins al seu últim dia.

### Preu
Quan es va inaugurar, va sortir amb un preu de 15 cèntims per publicació. El 7 de desembre de 1902, número 55, va baixar als 10.
Al principi la subscripció des de Badalona costava 25 cèntims al mes i 80 al trimestre si ho feies des de fora de la ciutat. El 20 de gener de 1900 va pujar als 30 cèntims el mes a Badalona i 90 el trimestre, des de fora. Finalment, el 7 de desembre de 1902 es va quedar als 50 cèntims el mes a Badalona i 1,50 pessetes el trimestre des de fora de la ciutat.

## Editorial i format

### Impremta
Gent Nova va iniciar-se al costat de la impremta Guardiola (Mar, 84).
Poc temps després van passar a treballar amb la impremta Badía (Dou, 14. Barcelona, i posteriorment, Fortuny, 2. Barcelona). Van estar amb ells fins al 7 de juny de 1913, quan van canviar a Comas i Portavella (Villarroel, 12 i 14. Barcelona).
Per acabar, l'última impremta va ser Joaquín Casas (Real, 103 i 105), del 4 d'abril de 1914 fins a la seva fi.

### Estructura
Va ser un diari molt fidel al seu format. De principi a fi es va mantenir en les vuit pàgines, amb dues columnes, de 31 centímetres per 22.
Referent a la portada, sempre van preservar el seu lema i el subtítol i les indicacions del preu van anar canviant amb el pas dels anys.
El seu disseny va anar canviant. Van començar amb una portada molt simple amb el nom del quinzenari en gran centrat a la part superior. En la publicació número vuit van introduir les primeres imatges. Des d'aleshores, fins al número 91, van col·locar sempre una fotografia o dibuix a la portada, concretament al centre de la part inferior. En l'exemplar 18, del 15 d'agost de 1900, van fer el primer canvi important en el títol, el qual van adherir a un dibuix. En aquest hi sortia una dona i dos homes davant de la bandera catalana; representaven el poble i el treball. El títol va quedar a la part dreta i era més petit. Al 91, del 14 d'agost de 1903, van deixar de posar la fotografia o dibuix de la portada i es va renovar el títol. La imatge superior va passar a ser una dona entre unes fulles que aguanta una cinta, la qual porta escrit el nom del diari, per tant, el títol torna a estar centrat en el paper. Posteriorment, en l'exemplar 247, s'elimina definitivament la representació de persones en la imatge superior i es passa a utilitzar el nom centrat del periòdic, junt amb un dibuix de la senyera catalana, situada a la part esquerra. Finalment, des del número 663 (15 d'agost de 1914) fins al seu últim número, el 854 (27 d'abril de 1918), es va utilitzar l'escut de Badalona enmig del nom del diari.
La publicitat sempre estava a les dues últimes pàgines i representava entre el 10% i 20% del contingut total del diari. Normalment anunciaven comerços locals, junt amb els seus productes, preus i les ofertes que tenien en el moment.

### Seccions
Gent Nova oferia una gran varietat de temàtiques. Tractaven temes de política, economia, cultura, folklore, història i esports i destacava notablement de les altres publicacions badalonines pel seu contingut literari i poètic, ja que des del principi van comptar amb la col·laboració de diversos escriptors, poetes i dramaturgs catalans.
Els diferents tipus de seccions variaven segons la setmana i els esdeveniments d'aleshores, però sempre van tenir una de fixa: Noves, una secció dedicada exclusivament a informar de l'actualitat, tant de la ciutat com de l'exterior. Una de les seccions més predilectes va ser Engrunes, escrita per Adrià Besòs.
Les seves edicions estaven condicionades per la seva ideologia catalanista, així que en més d'una ocasió es van veure envoltats per la polèmica i enfrontaments amb altres diaris a causa de la seva lluita contra el caciquisme i opinió sobre el funcionament de l'administració pública.
A més a més, com tenia un bon suport literari, es va encarregar en més d'una ocasió d'organitzar els Jocs Florals de Badalona.

### Suplements i edicions especials
Gent Nova tenia un suplement mensual de temàtica literària que era escrit per Josep Granger.
Amb motiu de les Festes Majors de Badalona acostumaven a publicar un exemplar extraordinari d'entre 16 i 20 pàgines (depenent de l'any). En aquest publicaven tots els actes que es farien en les Festes a la ciutat i se centraven en la matèria literària, que ocupava gairebé totes les pàgines. En ser unes ocasions especials, el diari es venia més car perquè l'editorial s'encarregava de treballar millor el paper, imprimint així amb una millor qualitat.

## Directors
Un dels seus fundadors i primer director va ser Josep Ventura i Gausachs (1855 – 1933), que també va estar present en la fundació del Centre Catalanista Gent Nova. Després, el van precedir Joan Font i Rodó, Francesc Xavier Casals i Vidal, militant d'Unió Catalanista que tenia l'objectiu de tenir una revista adherida al centre catalanista de Badalona i divulgar la seva ideologia política, Joan Duñó i Joan Monés Costa.

## Col·laboradors
A més de comptar amb un gran nombre de redactors, Gent Nova va publicar escrits d'importants escriptors catalans:
- Jacint Verdaguer: La Creu de Catalunya, núm.36 (2 de febrer de 1902); Crucifixio, núm.38 (23 de març de 1902); Fragment inedit de una carta a Mossen Bonafont, núm.82 (14 de juny de 1903); Les faxes del infant, núm.110 (25 de desembre de 1903)
- Àngel Guimerà
- Domènec Martí i Julià: S'imposa, núm.44 (15 de juny de 1902)
- Trinitat Monegal: Als electors del districte de Granollers i Badalona, núm. 74 (19 d'abril de 1903)
- Lluís Marsans i Sola: Libertats, núm.47 (15 d'agost de 1902)
- Lluís Via
- Josep Anselm Clavé: Las vespras catalanas, núm.188 (24 de juny de 1905)

També van donar espai a autors locals badalonins:
- Josep Granger i París
- Leopold Botey i Vila: Junta defensora del llegat Roca y Pi, núm.64 (8 de febrero de 1903)
- Pere de Tera: Estiuhejant, núm.264 (8 de desembre de 1906)
- Joan Monés
- Ramon Nuero
- Enric Clapés
- Manuel Castellà: La tempesta, núm.264 (8 de desembre de 1906); A una, núm.284 (27 d'abril de 1907)